# Фико Сан Мартино (Кјети)
Фико Сан Мартино (итал. Fico San Martino) је насеље у Италији у округу Кјети, региону Абруцо.
Према процени из 2011. у насељу је живело 36 становника. Насеље се налази на надморској висини од 328 м.